# Ceratostylis acutifolia
Ceratostylis acutifolia är en orkidéart som beskrevs av Rudolf Schlechter. Ceratostylis acutifolia ingår i släktet Ceratostylis och familjen orkidéer. Inga underarter finns listade i Catalogue of Life.